# Port de Rimouski
Pour les articles homonymes, voir Rimouski (homonymie).
Le Port de Rimouski est un port maritime à vocation commerciale situé à Rimouski, sur la rive sud du fleuve Saint-Laurent, à environ 315 kilomètres à l'est de Québec. Il joue un rôle régional dans le transport de marchandises, le soutien à la recherche scientifique, les activités gouvernementales et la pêche commerciale.

## Histoire
Le premier quai est construit à Rimouski en 1855. Initialement de dimensions modestes, l'infrastructure portuaire s'agrandit progressivement au fil des décennies pour devenir un port multifonctionnel ouvert à l'année.
Jusqu'en 2020, le port est sous juridiction fédérale. Cette année-là, à la suite d'une entente avec le gouvernement du Canada, le gouvernement du Québec en devient officiellement propriétaire le 30 mars. La gestion du port est confiée à la Société portuaire du Bas-Saint-Laurent et de la Gaspésie (SPBSG), une filiale de la Société du parc industriel et portuaire de Bécancour (SPIPB),.

### Projet de réaménagement
Après l'acquisition du port par Québec, une planification est lancée pour moderniser les installations portuaires. Le projet prévoit notamment la transformation de la jetée ouest, condamnée depuis 2015 en raison de sa détérioration, en espace public comprenant une promenade, des zones de détente et des aménagements pour la pêche récréative,. La jetée est, encore utilisée commercialement, fait aussi l'objet de travaux de protection contre la corrosion.
Des travaux préparatoires sont amorcés en 2023. Bien qu'ils aient initialement été envisagés pour 2026, les travaux majeurs sont désormais reportés à 2028, notamment en raison des consultations prévues par le Bureau d'audiences publiques sur l'environnement (BAPE) et des démarches réglementaires encore en cours.

## Infrastructure
Le port compte plusieurs postes à quai. Les quais 1 et 2 sont condamnés. Les autres postes varient en longueur de 113 à 255 mètres, avec une largeur d'accostage de 16 à 22 mètres et une profondeur d'eau de 7 mètres,. Le port offre un espace d'entreposage extérieur de 30 000 mètres carrés et intérieur de 243 mètres carrés,,. Il est accessible toute l'année, avec l'assistance d'un brise-glace en hiver,.
Le port permet le transbordement de vrac solide, de vrac liquide et de marchandises générales. Il accueille régulièrement des navires scientifiques et gouvernementaux. La pêche commerciale y est active de mars à décembre. Une traverse maritime vers Forestville a aussi été opérée depuis le port jusqu'en 2022, et un projet de relance est à l'étude en 2025,.
Il est situé à l'extérieur de la zone de pilotage obligatoire, il se trouve à proximité de la route 132, de l'autoroute 20 et de l'aéroport régional de Rimouski,.

### Sécurité de l'infrastructure
Depuis 2018, aucun dragage n'a été effectué dans le bassin portuaire, ce qui compromet la sécurité des opérations, notamment pour les pêcheurs et les transporteurs de carburant. La SPBSG demande un dragage décennal évalué à 20 millions de dollars, qui prévoit retirer plus de 113 000 mètres cubes de sédiments d'ici 2026. L'ensablement entraîne une réduction des cargaisons et une augmentation des coûts pour les armateurs, et est également pointé comme un facteur aggravant les risques pour la sécurité des équipages.
De plus, la protection contre les intempéries est jugée insuffisante par plusieurs pêcheurs, en raison de la courte longueur de la jetée face aux vents dominants. Ces conditions entraînent des bris d'amarrage et des risques pour les embarcations, et des appels sont lancés depuis plusieurs années pour prolonger la jetée afin d'assurer une meilleure protection.